# Rodolfo Fierro

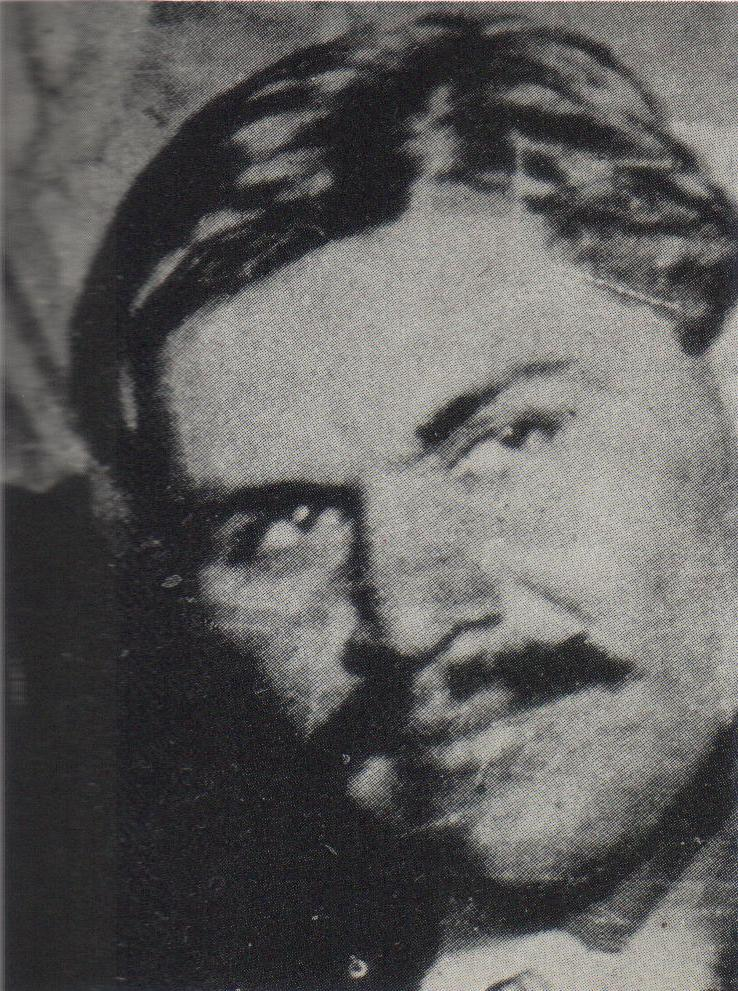
Rodolfo Fierro

Rodolfo Fierro (El Fuerte, 1880 - Nuevo Casas Grandes, 13 oktober 1915) was een Mexicaans rebel. Fierro gold als de rechterhand van Pancho Villa.
Fierro werkte oorspronkelijk bij de spoorwegen en sloot zich in 1910 aan bij de Mexicaanse Revolutie. Fierro stond bekend als een roekeloos en meedogenloos moordenaar, en had als bijnaam El Carnicero, de slager. Volgens een verhaal zou hij eens met Villa gewed hebben om de kwestie of een neergeschoten persoon naar voren of naar achteren zou vallen, waarna hij een willekeurige voorbijganger doodschoot. John Reed schreef dat in de twee weken dat hij met Fierro optrok, Fierro vijftien mensen vermoordde. In de slag bij Tierra Blanca wist hij al paardrijdend een vijandelijke trein in te halen, de locomotief in te klimmen en alle aanwezigen te vermoorden, zonder zelf geraakt te worden.
Fierro was ook degene die de Engelse hacendado William Benton vermoordde, waardoor hij zich de woede van onder andere Winston Churchill, een persoonlijke vriend van Benton, op de hals haalde. Fierro dacht dat Benton een pistool pakte, terwijl het in werkelijkheid een zakdoek was. Fierro vertelde later dat dit "gewoon een misverstand" was. In een ander incident bracht Fierra Tomás Urbina bij een ruzie om het leven. Hoewel hij vaker personen tegen Villa's orders in doodde, vergaf Villa het hem telkens.
Fierro kwam om het leven toen hij een rivier nabij Nuevo Casas Grandes wilde oversteken. Fierro droeg zoveel goud bij zich dat hij viel en verdronk.